# Halichoeres chloropterus
Halichoeres chloropterus (Bloch, 1791) è un pesce osseo marino appartenente alla famiglia Labridae.

## Distribuzione e habitat
Il suo areale si estende dalla Malaysia (Langkawi) alla Grande barriera corallina. È stato localizzato anche dalle Filippine. Vive su fondali sabbiosi,  talvolta ricchi di detriti e vegetazione acquatica e misti a barriera corallina, difficilmente oltre i 10 m di profondità. È piuttosto comune.

## Descrizione
Il corpo, allungato e leggermente compresso sui lati, raggiunge una lunghezza massima di 19 cm. La pinna caudale non è biforcuta, le pinne pelviche sono corte.
La colorazione è molto variabile: cambia sia nel corso della vita del pesce che con il variare dell'habitat. Le femmine che vivono in zone ricche di vegetazione acquatica sono di un verde molto acceso, e alla base le pinne pettorali hanno una sottile striatura scura. Strisce delle stesse dimensioni ma violacee si trovano sul ventre. Gli esemplari che vivono in zone ricche di detriti o rocciose presentano invece ampie fasce nere orizzontali lungo il corpo.
Le femmine sono molto diverse dai maschi, tanto che erano state in passato identificate come una specie diversa, Halichoeres gymnocephalus. I maschi adulti sono verdi scuri con striature violacee sulla testa.

## Alimentazione
La sua dieta, carnivora, comprende soprattutto invertebrati marini, come per esempio crostacei, echinodermi (ricci di mare) e molluschi.

## Conservazione
Non è di alcun interesse per la pesca e viene catturato occasionalmente per essere allevato in acquario; non sembra essere minacciato da particolari pericoli. La lista rossa IUCN classifica quindi questa specie come "a rischio minimo" (LC).